# Antigastra morysalis
Antigastra morysalis là một loài bướm đêm trong họ Crambidae.